# Teoría demográfica
Una teoría demográfica es aquella teoría de la ciencia demográfica que pretende dar cuenta de la estructura y la dinámica de la población estableciendo leyes o principios que regirían esos fenómenos. Una teoría demográfica explicaría los cambios y acontecimientos de las poblaciones humanas, de su dimensión, estructura, evolución y características generales, tanto desde un punto de vista cuantitativo O como cualitavo -sociológico y económico-.

## Clasificación de las teorías demográficas
Las teorías de la población se pueden clasificar, según Sidney H. Coontz en tres grupos:

### Teorías biológicas
Las teorías biológicas indican que el hombre es como cualquier ser viviente. Dentro de estas teorías se incluyen todas aquellas que consideran que las leyes que rigen el crecimiento de la especie humana son las mismas que las que regulan el crecimiento de los animales y de las plantas.
La tesis que correlaciona la disponibilidad de alimentos con el crecimiento de la población sería un claro ejemplo de las teorías biológicas, ya que se podría aplicar tanto a la especie humana como a los demás seres vivos. Según esta tesis, se presentan períodos alternantes en los cuales el número de habitantes se encuentra por debajo del nivel de los recursos alimenticios o por encima de los mismos, lo cual determina una disminución o un aumento de la mortalidad, respectivamente. Dentro de las teorías biológicas podría incluirse el Malthusianismo y las de Josué de Castro.

### Teorías culturales
Las teorías culturales enfatizan el impacto del desarrollo cultural y educativo en la limitación de la natalidad, bien sea por la percepción creciente de un modo de vida en el que hay que ser más previsivo (tener solo los hijos que se pueden criar en las mejores condiciones), o por el creciente nivel educativo (sobre todo de las mujeres) y, al mismo tiempo, por el aumento de la escolaridad en los niveles medios y superiores (también especialmente del sexo femenino) que hace necesario dedicar a los estudios una buena parte de la edad más propicia a tener descendencia. La idea de una teoría cultural sobre el crecimiento demográfico podríamos considerarla de la autoría de Warren Thompson. Pueden considerarse también teorías de la población culturales el Neomalthusianismo, la Teoría de la transición demográfica, la  Teoría de la segunda transición demográfica y la reciente teoría de la revolución reproductiva.

### Teorías económicas
Las teorías económicas, están basadas en las teorías de Marx-Lenin, que suponen que el crecimiento de la población se da como resultado de la demanda por el trabajo. En gran parte, las teorías económicas han dejado de tener vigencia debido al desarrollo tecnológico de la industria, que ocasiona una menor necesidad de mano de obra a medida que pasa el tiempo. Más bien se refieren a la segunda mitad del siglo XIX.

## Teoría de la población de Malthus: Malthusianismo
Se denomina malthusianismo a la teoría demográfica desarrollada por el economista británico Thomas Malthus (1766-1834) durante la revolución industrial, según la cual el ritmo de crecimiento de la población responde a una progresión geométrica, mientras que el ritmo de aumento de los recursos para su supervivencia lo hace en progresión aritmética. Por esta razón,de no intervenir obstáculos represivos (hambre, guerras, pestes, etc.), el nacimiento de nuevos seres aumentaría la pauperización gradual de la especie humana e incluso podría provocar su extinción -lo que se ha denominado catástrofe malthusiana.

## Neomalthusianismo: separación de la reproducción y la sexualidad
El neomalthusianismo es la doctrina social, demográfica y poblacional inspirada en las teorías de Thomas Malthus y el malthusianismo que considera correcta la teoría de la población de Malthus -que señala que la población crece a ritmo geométrico y los recursos en progresión aritmética por lo que se llegaría a una catástrofe malthusiana- pero discrepa en las medidas para controlar el crecimiento desorbitado de la población. Los neomalthusianos, en general, proponen la toma de conciencia social e individual de la sobrepoblación como un problema -de facto la separación entre sexualidad y reproducción-, la procreación consciente, la promoción de la planificación familiar, el uso y difusión de métodos anticonceptivos así como la práctica del aborto considerando inadecuados los obstáculos represivos tradicionales del malthusianismo: hambrunas, epidemias o guerras. A lo largo de la historia algunos neomalthusianistas, declarados o no, han defendido la esterilización.

## Teoría de la transición demográfica
La teoría de la transición demográfica, asociada al fenómeno de la revolución industrial, señala la existencia de un desfase notorio entre la disminución de la mortalidad como una consecuencia del crecimiento de la población urbana y de la mejora del nivel de vida por el desarrollo de la tecnología (alimentación, industria, condiciones sanitarias, transporte, medicina, etc.) y la disminución de la natalidad, como consecuencia de varios fenómenos asociados a los anteriores (tasa de urbanización e industrialización aceleradas, aumento de la escolaridad, especialmente del sexo femenino, el proceso de liberación femenina, etc.). El resultado es el ajuste en el tiempo que se produce entre las tasas de natalidad y mortalidad elevadas y estas mismas tasas a un nivel mucho más bajo. Este proceso se ha venido acelerando con el tiempo, desde casi cien años durante la revolución industrial hasta unos 25 años en épocas recientes en algunos países subdesarrollados. 
Fases
- Fase 1: Antiguo régimen demográfico - En el primer estadio -típico de las sociedades preindustriales- las tasas de natalidad y de mortalidad son muy altas, por lo cual el crecimiento natural o vegetativo de la población es muy lento.
- Fase 2: Comienzo de la transición - Es propio de países en vías de desarrollo. Los índices de mortalidad bajan de forma repentina gracias a las mejoras en las técnicas agrícolas (que aumentan los rendimientos), las mejoras tecnológicas, los avances en medicina y alfabetización. Estos cambios contribuyen decisivamente a alargar la esperanza de vida de las personas y a reducir la mortalidad.
- Fase 3: Final de la transición - Los índices de natalidad inician un importante descenso motivado por: el acceso a la contracepción, la incorporación de la mujer a la educación y al mercado laboral, el acceso al estado de bienestar, el proceso de urbanización, la sustitución de la agricultura de subsistencia por la agricultura de mercado, junto con otros cambios sociales.
- Fase 4: Régimen demográfico moderno - Este último estadio es típico de las sociedades postindustriales y se caracteriza porque la tasa de mortalidad "toca fondo" y la de natalidad se iguala prácticamente con ella; consiguientemente, con ambas tasas en cifras similares, por muy bajas, el crecimiento natural de la población se hace muy bajo o prácticamente nulo (por razones totalmente opuestas a las del Antiguo Régimen Demográfico).

### La teoría de la segunda transición demográfica
El concepto de la segunda transición demográfica fue creado por Lesthaghe y D.J. van de Kaa en 1986. Es un concepto nuevo que procura dar cuenta de fenómenos emergentes en países desarrollados, pero que también parece que se confirma en países de América Latina y Asia. La segunda transición demográfica, en un contexto estable de baja fecundidad y mortalidad, describe los cambios en la composición de la familia y de las uniones en los patrones de reconstitución de las familias en países occidentales. Además de niveles de fecundidad inferiores al nivel de reemplazo y sostenidos en el tiempo, la segunda transición demográfica se caracteriza por: (i) incremento de la soltería, (ii) retraso del matrimonio, (iii) postergación del primer hijo, (iv) expansión de las uniones consensuales, (v) expansión de los nacimientos fuera de matrimonio, (vi) alza de las rupturas matrimoniales, (vii) diversificación de las modalidades de estructuración familiar.

## La teoría de la revolución reproductiva
La teoría de la revolución reproductiva es crítica con las limitaciones de la teoría general de la transición demográfica derivadas de su metodología de investigación -apoyada en estudios transversales y expresada en las pirámides de población- ya que proyectaría una visión incompleta no holística de la dinámica población (nuevas fases se deben incorporar a la transición demográfica para dar cuenta de nuevos fenómenos) dejando sin explicación algunos de los mecanismos de reproducción de las poblaciones en la sucesión intergeneracional que se están manifestando en las sociedades modernas. Como propuesta de cambio de paradigma la revolución reproductiva -apoyada en estudios longitudinales- pretende dar cuenta de los cambios demográficos de manera sistémica y no alarmista ni catastrofista, integrando en buena medida las consecuencias sociológicas que caracterizan la segunda transición demográfica.
John MacInnes y Julio Pérez Díaz en sus publicaciones The reproductive revolution de 2005 y de 2009 La tercera revolución de la modernidad. La revolución reproductiva Archivado el 4 de marzo de 2016 en Wayback Machine. y The reproductive revolution Archivado el 3 de marzo de 2016 en Wayback Machine.. Desde la teoría de la revolución reproductiva es muy relevante el concepto de eficiencia reproductiva, así como la longevidad y el reemplazo generacional en las sociedades modernas. Siguiendo el hilo conductor de las ideas de Kingsley Davis (1908-1997) expuestas en 1937 sobre el futuro de la familia y de la fecundidad, establece consecuencias muy distintas sobre las implicaciones y consecuencias que la revolución reproductiva tiene en el descenso del trabajo reproductivo: el declive del patriarcado, la desregulación social de la sexualidad, el paso del género a la generación como eje de distribución de roles productivos-reproductivos, el reforzamiento de lazos familiares y otras consecuencias positivas de la madurez de masas (el denominado envejecimiento de la población).

### La eficiencia reproductiva
La 'Eficiencia reproductiva', en demografía, es la relación entre longevidad (los años vividos) y la fecundidad (número de hijos por mujer). El concepto de eficiencia reproductiva es central en la teoría de la revolución reproductiva propuesta por MacInnes y Pérez Díaz para comprender la naturaleza del cambio demográfico que conduce a las sociedades modernas. Una alta eficiencia reproductiva implica una alta longevidad de los individuos asociada a una baja natalidad y supone una transformación radical de la eficiencia con la que los seres humanos han conseguido históricamente reemplazarse con nuevos seres humanos antes de morir.

## Otras teorías relacionadas con la demografía

### Teoría demográfica de los ciclos económicos
En la teoría del sistema-mundo se expone la importancia de los ciclos económicos. Los ciclos económicos, tanto cortos como largos, repercuten en los patrones de vida, reproducción y gasto de las personas a través de su ciclo de vida. Así la realidad económica afecta a aspectos como la educación, el matrimonio, la adquisición de bienes, ahorro, jubilación, etc. Las cambios y expectativas económicas tienen claros efectos demográficos y también los cambios demográficos tienen consecuencias económicas. Harry Dent ha escrito de manera extensa sobre la relación entre demografía y ciclos económicos. Tylecote en 1991 dedicó un capítulo a la interrelación entre demografía y el ciclo económico largo de Kondrátiev.
Una de las tendencias más obvias e importantes desde la revolución industrial es el aumento sin precedentes de la esperanza de vida debido fundamentalmente a la reducción de la mortalidad infantil y la mayor supervivencia hasta llegar a la edad adulta. La mayor esperanza de vida se debe principalmente a la mejora de la alimentación y la generalización de la higiene y la sanidad. Al mismo tiempo, la tasa de fertilidad también ha caído. La productividad de bienes y servicios ha aumentado exponencialmente lo que permite que los niños hayan podido dejar de trabajar en muchos países y las personas adultas puedan dejar de trabajar al llegar a la edad de jubilación teniendo todavía una expectativa importante de vida